# Achterlijfaanhangsel

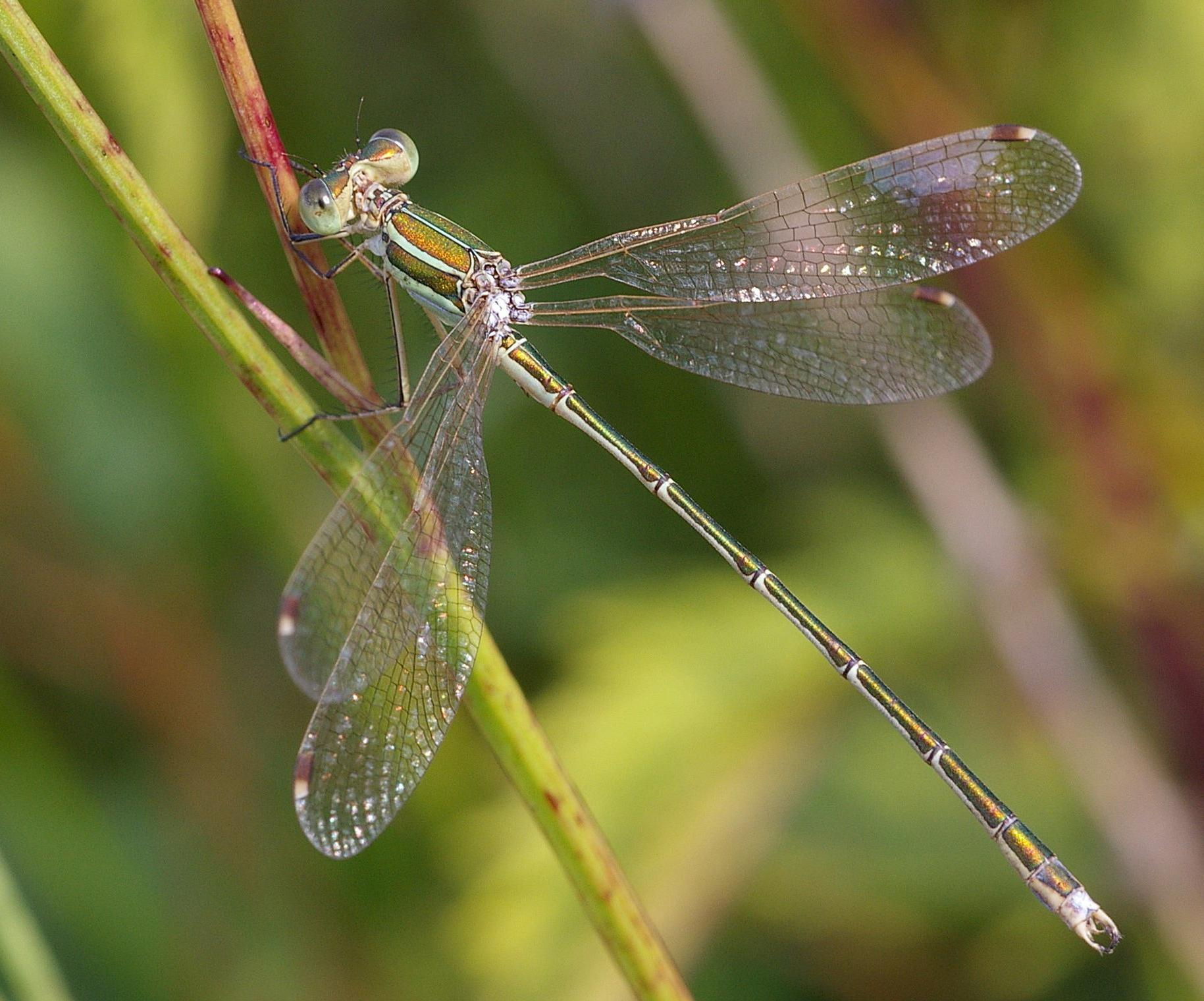
Mannelijke zwervende pantserjuffer met tangvormige bovenste en naar buiten gebogen onderste achterlijfaanhangsels aan segment 10

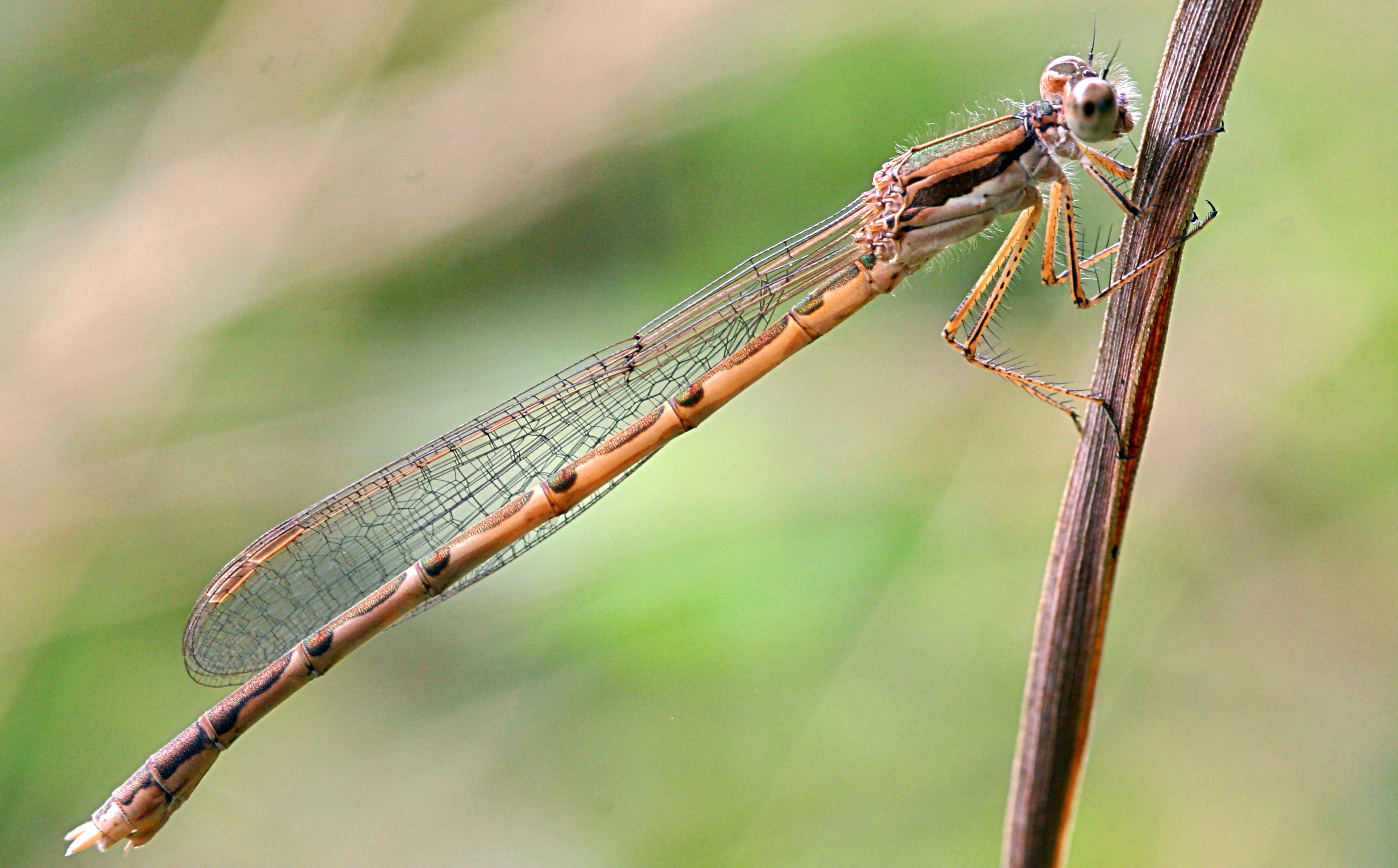
Vrouwelijke bruine winterjuffer met cerci aan segment 10 en legboor aan segmenten 8 en 9

Een achterlijfaanhangsel is een extremiteit aan het achterlijf van insecten. Die aanhangsels hebben vaak een functie bij de voortplanting en kunnen dus verschillen naargelang het geslacht.
Bij de libellen (Odonata) hebben zowel mannetjes als vrouwtjes aan het laatste segment (segment 10) twee bovenste achterlijfaanhangsels (cerci). De mannetjes hebben aan dat segment nog twee onderste achterlijfaanhangsels of anaalkleppen, de vrouwtjes hebben dikwijls een legboor aan segment 8 en 9.
Mannelijke libellen gebruiken hun achterlijfaanhangsels tijdens de balts om het vrouwtje bij de ogen (echte libellen) of bij de hals (juffers) vast te grijpen. Ze vormen dan een paringsrad of tandem.
Vrouwelijke libellen gebruiken hun legboor of ovipositor om de eitjes in stengels van planten te leggen.